# Ejido Luis Echeverría
Ejido Luis Echeverría är en ort i Mexiko.   Den ligger i kommunen Mulegé och delstaten Baja California Sur, i den västra delen av landet, 1 700 km nordväst om huvudstaden Mexico City. Ejido Luis Echeverría ligger 7 meter över havet och antalet invånare är 153.
Terrängen runt Ejido Luis Echeverría är mycket platt. Havet är nära Ejido Luis Echeverría åt nordväst.  Trakten runt Ejido Luis Echeverría är nära nog obefolkad, med mindre än två invånare per kvadratkilometer. Närmaste större samhälle är El Cardón, 2,7 km söder om Ejido Luis Echeverría. Omgivningarna runt Ejido Luis Echeverría är i huvudsak ett öppet busklandskap.